# Muspiceida
Muspiceida (лат.) — отряд мелких круглых червей из подкласса Dorylaimia (Dorylaimea, или Enoplea).

## Описание
Паразитические нематоды, использующие в качестве хозяев млекопитающих (Muspiceidae) или птиц (Robertdollfusiidae). Встречаются в коже, глазах, сосудистых и мышечных системах позвоночных. Микроскопического размера черви: от 300 мкм до 1 мм. 

## Систематика
Загадочная группа микроскопических паразитов, чьё систематическое положение на филогенетическом древе круглых червей остаётся неясным. Включает только 2 семейства, 9 родов и около 15 видов (2011).
- Подотряд Muspiceina Bain & Chabaud, 1968[5]
  - Надсемейство Muspiceioidea Brumpt, 1920 (Roman, 1965)
    - Семейство Muspiceidae Brumpt, 1920 (5 родов, 8 видов)
      - Muspicea Sambon, 1925
      - Riouxgolvania Bain & Chabaud, 1968
      - Lukonema Chabaud & Bain, 1974
      - Pennisia Bain & Chabaud, 1979[6]
      - Maseria Rausch & Rausch, 1983[7]

    - Семейство Robertdollfusiidae Chabaud & Campana, 1950 (4 рода, 6 видов)[8]
      - Robertdollfusa Chabaud & Campana, 1950
      - Durikainema Spratt & Speare, 1982[9][10]
      - Lappnema Bain & Nikander, 1982[11]
      - Haycocknema Spratt, Beveridge, Andrews & Dennett, 1999